# Caban

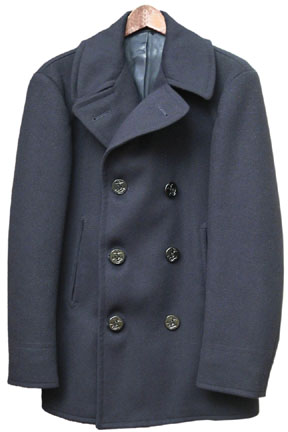
Inspirados nos grossos casacos usados pelos marinheiros, os cabans atuais são fabricados majoritariamente em variações de tecido e comprimento adaptados para a modernidade, com tecidos leves e uso de zíper no lugar de botões.

Um caban é uma espécie de paletó, de estilo solto e talhe esportivo, originário dos espessos casacos usados por marinheiros. Atualmente costuma ser fabricado em variações de tecidos e comprimentos adaptados às novas tecnologias, trazendo um pouco mais de leveza e sofisticação à peça. Tais versões mais modernas seriam uma releitura dos cabans originais feita grife YSL. Menos formais que um blazer, os cabans não obrigam o uso da gravata e se pode até conciliá-los com camisas pólo e calças jeans.